# Håkan Ljunge
Håkan Teodor Nilsson Ljunge, född den 9 november 1880 i Sunne församling, Jämtlands län, död den 15 februari 1965 i Stockholm, var en svensk präst.
Ljunge avlade filosofie kandidatexamen 1902 och teologie kandidatexamen 1908. Han blev vikarierande 1:e komminister i Västra Vingåkers församling 1909, pastor i Tjolöholm 1909, kyrkoherde i Mörkö pastorat 1911, svenskkyrklig präst bland landsmän i Finland samt sjömanspräst i Helsingfors och Åbo med flera hamnar 1919, vice pastor i den nybildade Svenska Olaus Petri-församlingen 1922, vice pastor i Högalids församling 1925 och komminister i Bromma församling 1925. Ljunge var kyrkoherde i Sankt Görans församling 1929–1952, blev extra ordinarie hovpredikant 1930, var prästerlig ledamot i Stockholms barnavårdsnämnd 1928–1935 och inspektor för Kungsholms läroverk för flickor 1932–1940. Han var ordförande i 
Kungsholms och Sankt Görans församlingars skollovskoloniförening 1932–1941, i Svenska Dagbladets julinsamling 1936–1947, i stiftelsen Finsenhemmet 1936–1950. Ljunge blev ledamot av Nordstjärneorden 1932.